# Zséda (Zséda-album)
A Zséda című album  Zséda magyar énekesnő első nagylemeze. Az album 2002-ben jelent meg a Magneoton lemezkiadó gondozásában. 2003-ban újra kiadták; mivel az énekesnő a megjelenést követő évben elénekelte a Szeress most! című szappanoperához készített azonos című dalt. A dalnak nagy sikere lett, és nagyon szerette a közönség. Így végül újra kiadták, rajta a Szeress most! című dallal. Az album aranylemez lett.

## Az album dalai
1. Valahol egy férfi vár
2. Így jó!
3. Hazatalálsz
4. Vidd el!
5. Ma éjjel
6. Játék a szerelemért
7. Mennem kell tovább
8. Érezd, amit én
9. Mondd, ha érzed
10. Titok a szélben
11. Egyszer volt...
12. Goodbye
13. Valahol egy férfi vár (remix)
14. Így jó (remix)
15. Szeress most!